# Die Flippers
Die Flippers est un groupe allemand de schlager.

## Histoire
En 1964, Manfred Durban, Claus Backhaus, Franz Halmich, Manfred Mössner, Manfred Hehl et Hans Springer de Knittlingen dans le Bade-Wurtemberg fondent le Dancing Band, rebaptisé Dancing Show Band un an plus tard. En 1965, Hans Springer est remplacé par Bernd Hengst. Le groupe joue de la musique de danse le week-end afin qu'il puisse bientôt se faire un nom dans la région. En 1966, Manfred Mössner est remplacé par Roland Bausert. En 1967, Olaf Malolepski arrive à la place de Manfred Hehl.
En 1969, les membres du groupe Bernd Hengst et Franz Halmich composent la chanson Weine nicht, kleine Eva, qui sort en single sous le nouveau nom de groupe The Flippers, et un an plus tard sous Die Flippers. La chanson devient un succès à la radio et à la télévision. Le groupe enregistre ensuite en 1970 le troisième single Sha La La, I Love You, une reprise de la chanson Cha-La-La, I Need You, que le groupe néerlandais The Shuffles avait sorti l'année précédente. Le single est à nouveau un grand succès, si bien que le premier disque de longue durée, Die Flippers, sort également en 1970.
Au cours des années suivantes, le groupe enregistre de nombreux singles et albums, donne des concerts en Allemagne et dans les pays voisins et devient le groupe le plus populaire des années 1970. En 1973, avec quelques interruptions, Jean Frankfurter devient producteur des Flippers. En 1974, Claus Backhaus quitte le groupe. Les ventes de disques diminuent à la fin des années 1970, mais le groupe continue à donner des concerts dans le sud de l'Allemagne. Roland Bausert quitte le groupe le 31 décembre 1979. Albin Bucher lui succède en 1980 en tant que nouveau chanteur. Mick Hannes et Walter Gerke sont les nouveaux producteurs. Mais la nouvelle formation n'a plus le grand succès des années 1970. En 1984, Albin Bucher puis Franz Halmich quittent le groupe. Après le départ de Bucher, celui-ci est brièvement remplacé par son prédécesseur Roland Bausert.
Il ne reste plus que le trio, connu sous le nom de Die Flippers jusqu'au XXIe siècle : Bernd Hengst, Olaf Malolepski et Manfred Durban.
En 1985, en collaboration avec la nouvelle équipe de production Karl-Heinz Rupprich et Uwe Busse, l'album Auf rote Rosen fallen Tränen sort. Cet album initie le retour du groupe l'année suivante et est le premier disque d'or des Flippers. En 1986, Die rote Sonne von Barbados est un énorme succès. Avec ce titre, les Flippers sont numéro 1 du ZDF-Hitparade et sont dans d'autres programmes de télévision.
En 1988, les Flippers partent en tournée pour la première fois. Des tournées annuelles se font à partir des années 1990. Ils donnent leur plus grand concert en 2004 à la Westfalenhallen de Dortmund devant 17 000 spectateurs. De 1987 à 2007, ils sont 13 fois parmi les 10 meilleurs classements de musique allemande.
En 1994, ZDF tourne la première émission spéciale à Majorque, à l'occasion du 25e anniversaire des Flippers. D'autres spéciales sont faites à Venise (1996), sur la Côte d'Azur (avec Marlène Charell, 1998), au Tessin (avec Sandra Studer, 1999), en 2000 en Grèce, en 2001 au Portugal, en 2002 sur le lac de Garde, en 2003 sur la Costa del Sol et 2005 en Istrie.
La tournée anniversaire 40 Jahre Flippers dure de novembre 2008 à mars 2009. Le 17 octobre 2009, ils annoncent que leur prochaine tournée (de novembre 2010 à mars 2011) serait leur dernière, leur tournée d'adieu. Dans l'émission Das Frühlingsfest der Volksmusik 2011 avec Florian Silbereisen, le 9 avril 2011, le groupe écoute l'hommage d'Alfred Biolek.
Le chanteur Olaf Malolepski sort son premier album solo Tausend rote Rosen chez Ariola en 2011.
Le batteur et membre fondateur Manfred Durban meurt le 20 octobre 2016 dans sa ville natale de Knittlingen.

## Source de la traduction
- (de) Cet article est partiellement ou en totalité issu de l’article de Wikipédia en allemand intitulé « Die Flippers » (voir la liste des auteurs).

1. 1 2  (de) « Manfred Durban - Schlagzeuger der Flippers verstorben », sur Bildderfrau.de, 2016 (consulté le 18 mai 2020)